# Feed

Tipico logo per i flussi web

In informatica un feed è un flusso di informazioni in formato XML, per interpretare e scambiare il contenuto fra diverse applicazioni o piattaforme. Lo standard più comune è attualmente Atom; il primo è stato RSS.

## Generalità
In termini pratici, un feed è un algoritmo, uno script, che permette ad un utente di avere costantemente e automaticamente contenuti aggiornati (da una determinata fonte su un determinato argomento) attraverso un'applicazione o strumento. Questo a differenza, ad esempio, di altri servizi comunicativi quali le newsletter. A volte, erroneamente, si assimila il feed al contenuto stesso.
L'applicazione può essere generica (cioè è rivolta ad altri scopi principali) ma con una funzionalità dedicata alla ricezione feed oppure può essere una specifica (fruizione feed). Uno strumento può essere un comune browser. Si dice sottoscrivere un feed per intendere l'iscrizione ad un determinato flusso feed (fonte e argomento) e quindi poterlo successivamente visionare.
Un flusso Atom o RSS viene utilizzato per fornire agli utenti una serie di contenuti periodicamente aggiornati. I distributori del contenuto rendono disponibile il feed e consentono agli utenti di iscriversi. L'aggregazione consiste in un insieme di feed accessibili simultaneamente, eseguita da un software aggregatore.
L'uso principale dei feed è legato alla possibilità di creare informazioni comodamente accessibili all'utente con l'aiuto di un lettore, "aggregandole" nella stessa pagina o finestra, senza dover ogni volta ritornare al sito principale. Le informazioni possono essere di qualunque tipo: testi o materiali audio/video, come per esempio podcast. Questa versatilità è dovuta al fatto che il formato XML è un formato dinamico.
Il feed presenta alcuni vantaggi, se paragonato al ricevere, tramite posta elettronica, contenuti aggiornati frequentemente:
- Nell'iscrizione a un flusso, gli utenti non hanno la necessità di rivelare il loro indirizzo di posta elettronica. In questo modo non si espongono alle minacce tipiche dell'email: spam, virus, phishing, e furto di identità.
- Se gli utenti vogliono interrompere la ricezione di notizie, non devono inviare richieste del tipo "annulla la sottoscrizione", ma è sufficiente che rimuovano il feed dal loro aggregatore.

## Fruizione di un flusso
La fruizione di un flusso è un processo molto semplice. Le modalità più diffuse sono due: attraverso software che interpretano un feed, o flusso, permettendo agli utenti di visualizzarne i contenuti, o integrando i contenuti del flusso all'interno di un sito Web.

### Come viene interpretato un flusso
Un'applicazione in grado di interpretare un documento ne effettua il parsing (lettura), ovvero una scansione del documento che individua i tag e isola i diversi elementi, per poi convertire i contenuti decodificati nel formato utile all'obiettivo: ad esempio un feed reader può estrarre i titoli di tutti gli elementi (item) per visualizzare la lista degli articoli di un giornale online, mentre un aggregatore Web può estrarre i contenuti del flusso per convertirli in linguaggio HTML e incorporarli all'interno delle proprie pagine.

### Aggregatore di notizie
Un aggregatore (in inglese feed reader) è un programma in grado di effettuare il download di un flusso per visualizzarne i contenuti in base alle preferenze dell'utente.
Spesso sono dotati di funzionalità avanzate: ad esempio, sono in grado di rilevare automaticamente se il produttore del feed ha effettuato aggiornamenti al flusso stesso, effettuandone il download ad intervalli di tempo regolari. In questo modo l'utente può essere informato quasi in tempo reale quando un sito è stato aggiornato, un po' come avviene per le pagine web del browser Opera, aggiornabili secondo una preordinata scansione temporale. Il browser Opera integra, dalla versione 8.0, un aggregatore.
Ci sono molti feed reader in circolazione: alcuni sono applicazioni stand-alone, altri funzionano come plug-in all'interno di altri programmi. Altri sono applicazioni in grado di convertire un flusso in una serie di post in formato leggibile dai più popolari newsreader (Mozilla Thunderbird, Forté Agent, ecc.): un esempio di questi software è nntp//rss, oppure RSS Feed Converter uno script per il popolare mail-newsserver Hamster.
Esempi di feed reader stand alone sono, invece, FeedReader, software libero per piattaforme Microsoft Windows, oppure Liferea, per le piattaforme GNU/Linux. Nella parte sinistra dell'interfaccia viene mostrato l'elenco dei flussi impostati dall'utente. Nella parte in alto a destra l'elenco dei singoli contenuti del feed selezionato, nella parte principale l'intero contenuto testuale di un articolo. Alcuni aggregatori, come ad esempio RssFeedEater, un programma shareware per Windows, permettono anche di inviare via mail o di scrivere su un blog le informazioni ricevute dai feed.
Ci sono poi lettori di flussi con molte funzionalità aggiunte: GreatNews permette di aggregare anche i commenti all'interno del post. Uno tra i più grandi aggregatori di flussi è il sito web Eufeeds, che contiene più di mille quotidiani provenienti da tutti gli stati dell'Unione europea.

#### Aggregatori per dispositivi mobili
Un aspetto particolarmente interessante è la disponibilità di applicazioni per la lettura di feed su dispositivi mobili, quali telefoni cellulari, palmari, ecc. Ciò consente l'accesso a notizie e informazioni da qualunque luogo. Ad esempio, mReader è un'applicazione gratuita compatibile con tutti i dispositivi che supportano J2ME.
Con l'enorme diffusione di smartphone e tablet le applicazioni, dedicate o quelle multifunzione, che supportano i contenuti tramite feed tematici si sono ampliate considerevolmente. Google News è sicuramente una tra le più usate. Il numero di app o servizi web che permettono la sottoscrizione di feed (relativi ai più svariati argomenti) è sterminato.

### Aggregatori Web
Un feed proveniente da un sito può essere facilmente importato in un altro sito Web, per incorporarne i contenuti all'interno delle proprie pagine.
Tecnicamente le strade percorribili sono diverse. Generalmente, un software si occupa di effettuare, automaticamente, il parsing dei feed, ne estrae i contenuti – ad esempio, il titolo degli articoli e una breve descrizione degli stessi – e li inserisce all'interno del codice HTML delle pagine, applicando le opportune trasformazioni. Sostanzialmente, si tratta del procedimento opposto a quello utilizzato per la produzione del flusso.
In seguito all'aumento di popolarità del formato e alla sua standardizzazione, sono nati diversi servizi online come Webshake che fungono da "collettori" di contenuti: i cosiddetti aggregatori. L'obiettivo è quello di fornire un unico punto d'accesso a notizie provenienti da varie fonti; la standardizzazione del formato e la sua diffusione sono gli ingredienti che hanno reso possibile perseguire tale obiettivo.
Il vantaggio per l'utente è notevole, poiché ha la possibilità di accedere a tutte le notizie (in generale, contenuti cioè materiale informativo) attraverso un unico sito Web (l'aggregatore), evitando dunque di dover visitare, uno per uno, i siti da cui provengono le notizie stesse (magari solo per scoprire che non ci sono stati aggiornamenti dopo la sua ultima visita). Tra questi esistono due progetti italiani, Feed e Liquida, molto differenti fra loro, ma accomunati dal fatto di appartenere entrambi alla categoria di aggregatori di news e di funzionare proprio attraverso il parsing dei feed.
Esistono anche servizi (come quello di Google oppure Bloglines) che consentono, a chi si registra, di personalizzare la propria home page o il proprio canale, selezionando le fonti da visualizzare all'interno di una vasta raccolta suddivisa per categorie.
Esistono anche portali che consentono un'organizzazione razionale dei flussi a directory, la lettura direttamente dallo stesso web, la creazione di canali feed in maniera gratuita e via web, ulteriori servizi come l'inoltro di notizie anche via SMS.